# مایکل کالان
مایکل کالان (انگلیسی: Michael Callan؛ زادهٔ ۲۲ نوامبر ۱۹۳۵) بازیگر اهل آمریکا بود. وی بین سال‌های ۱۹۵۴ تا ۲۰۰۷ میلادی فعالیت می‌کرد.
از فیلم‌هایی که وی در آن نقش داشته‌است، می‌توان به کت بالو، جزیره اسرارآمیز، وابسته به تو، گربه و قناری، فاتحان، هفت سوار دلاور، لپرکان ۳، آزادراه و کارآموزان اشاره کرد.

## زندگی شخصی و مرگ
کالان دو دختر به نام‌های داون و ربکا داشت. او در ۱۰ اکتبر ۲۰۲۲ بر اثر ذات‌الریه در خانه سالمندان و بیمارستان متعلق به فیلم و تلویزیون کشور در وودلند هیلز، لس آنجلس، کالیفرنیا در سن ۸۶ سالگی درگذشت.